# Odontobutis haifengensis
Odontobutis haifengensis är en fiskart som beskrevs av Chen, 1985. Odontobutis haifengensis ingår i släktet Odontobutis och familjen Odontobutidae. Inga underarter finns listade i Catalogue of Life.